# Чернечки (Псковська область)
Чернечки (рос. Чернечки) — присілок в Гдовському районі Псковської області Російської Федерації.
Населення становить 19 осіб. Входить до складу муніципального утворення Полновська волость.

## Історія
Від 2005 року входить до складу муніципального утворення Полновська волость.

## Населення
| 2001 | 2002 | 2010 |
| ---- | ---- | ---- |
| 8    | →8   | ↗19  |